# Cromozomul uman 22

Cromozomul uman 22

Cromozomul 22 este unul dintre cele 23 de perechi de cromozomi umani și ultimul dintre autozomi. Oamenii au în mod normal două copii al acestuia. Cromozomul 22 este al doilea cel mai mic dintre cromozomi și are o anvergură de aproximativ 49,5 milioane nucleotide în perechi (materialul de bază pentru ADN), și reprezintă între 1,5% și 2% din totalul de ADN din celule.
Identificarea genelor la fiecare cromozom este un domeniu activ al cercetării genetice. Datorită diferitelor tactice folosite de cercetători pentru a prezice numărul de gene pentru fiecare cromozom, acesta variază. Cromozomul 22, cel mai probabil, conține aproximativ 693 de gene.
În 1999, cercetătorii ce lucrau la Proiectul Genomului Uman au anunțat că au determinat cartografierea perechilor de baze azotate ce constituie acest cromozom. Cromozomul 22 a devenit, astfel, primul cromozom uman cartografiat complet.